# Liste rhetorischer Stilmittel
Hier sind rhetorische Stilmittel (Wortfiguren und Tropen) aufgelistet. Für eine Definition siehe rhetorisches Stilmittel.

## A
| Bezeichnung                                | Beschreibung oder deutsche Bezeichnung | Beispiele |
| ------------------------------------------ | --- | --- |
| Accumulatio (auch: Akkumulation)           | Anhäufung thematisch zusammengehörender Wörter unter einem genannten oder nicht genannten Oberbegriff (siehe auch: Hendiadyoin, Tautologie)                                                                             | „Feld, Wald und Wiese“; „Sonne, Mond und Sterne“; „Amsel, Drossel, Fink und Star und die ganze Vogelschar“                                                                                           |
| Adynaton                                   | Vergleich mit Unmöglichem | „Eher geht die Welt unter, als dass …“ |
| Akrostichon                                | Wort- oder Versanfänge ergeben hintereinander gelesen einen neuen Sinn | „Ἰησοῦς Χριστὸς Θεοῦ Υἱὸς Σωτήρ“ (Iēsoũs Christòs Theoũ Hyiòs Sōtér „Jesus Christus Gottes Sohn Erlöser“), abgekürzt als ἸΧΘΎΣ (Ichthys „Fisch“)                                                     |
| Akzismus                                   | Gleichgültigkeit vortäuschen oder etwas ablehnen, was man sich eigentlich wünscht | „Das wäre doch nicht nötig gewesen!“ |
| Allegorie                                  | Verbildlichung, ausgeführte Metapher, im Allgemeinen ein Gleichnis; häufig wird hierbei eine abstrakte Idee durch etwas Gegenständliches ausgedrückt (siehe auch: Symbol)                                               | „Auf dem Theater der Welt sind alle Menschen Spieler: mancher bekommt die Rolle eines Königs, mancher die eines Bettlers …“                                                                          |
| Alliteration                               | Zwei oder mehrere unmittelbar aufeinander folgende Wörter besitzen den gleichen Anfangslaut | „Kind und Kegel“; „Milch macht müde Männer munter“; „Mensch Meier“; „Veni vidi vici“ (Cäsar); „Chor der Kinder“; „O Tite, tute, Tati, tibi tanta, tyranne, tulisti!“ (Ennius). Siehe auch Tautogramm |
| Allusion                                   | Anspielung | „Sie wissen, was ich meine.“ |
| Alogismus                                  | Drückt einen unsinnigen Sachverhalt aus oder stellt eine Überlegung dar, die in sich unlogisch oder ungrammatikalisch ist, bzw. kausal nicht zusammenhängend.                                                           | „Nachts ist es kälter als draußen.“ |
| Anadiplose                                 | Sonderfall der Repetitio, Wiederholung eines satz- oder versschließenden Wortes am Beginn des nächsten Satzes oder Verses (entsprechend dem Schema … x / x…; siehe auch: Anapher, Epipher, Geminatio, Kyklos, Symploke) | „Mit dem Schiffe spielen Wind und Wellen, Wind und Wellen spielen nicht mit seinem Herzen.“ (Johann Wolfgang von Goethe)                                                                             |
| Anakoluth, Anakoluthon                     | Satzbruch, eine plötzliche Änderung in der syntaktischen Konstruktion, dem Aufbau eines Satzes | „Korf erfindet eine Mittagszeitung, / welche, wenn man sie gelesen hat, / ist man satt.“ (Christian Morgenstern), „Je einfacher denken, ist oft eine wertvolle Gabe Gottes“ (Konrad Adenauer)        |
| Anaphora, Anapher                          | Sonderfall der Repetitio, Wiederholung am Satz- oder Versanfang (Schema: x … / x…), häufig auch mit Parallelismus; häufig z. B. bei politischen Reden (siehe auch: Anadiplose, Epipher, Geminatio, Kyklos, Symploke)    | „Ich fordere Moral. Ich fordere Verständnis.“ |
| Anapodoton                                 | Sonderfall des Anakoluth, Fehlen des erwarteten Nachsatzes | „Wenn die edlen Achäer eine Ehrengabe nach meinem Wunsche mir geben werden, damit es ein Ausgleich ist; wenn sie dies aber nicht geben werden, dann werde ich selber es mir nehmen.“                 |
| Anastrophe                                 | Vertauschung zweier zusammengehörender Wörter (auch: Inversion) | „der Verstellung schwere Kunst“ anstelle von „die schwere Kunst der Verstellung“ |
| Anthropomorphismus (auch: Personifikation) | Übertragung menschlicher Eigenschaften auf unbelebte Gegenstände (siehe auch: Verdinglichung) | „Die Frau schüttet den Tee aus der Kannennase.“ |
| Antizipation (auch: Prolepse)              | eine Vorausschau bzw. einen Zeitsprung in die Zukunft oder durch den Text geweckte Lesererwartungen (siehe auch: Vorausdeutung)                                                                                         | „Wohlan, nun walte Gott, [sagte Hildebrand], Unheil geschieht.“ (Hildebrandslied) |
| Antiklimax                                 | Abfallende Steigerung, Gegenteil zur Klimax | „Urahne, Großmutter, Mutter und Kind“ (Gustav Schwab: Das Gewitter) |
| Antilabe                                   | Text einer (vom Rhythmus her zusammengehörenden) Zeile wird auf mehrere Sprecher verteilt | „DER HERR: Kennst du den Faust? / MEPHISTOPHELES: Den Doktor? / DER HERR: Meinen Knecht!“ (J. W. v. Goethe: Faust I)                                                                                 |
| Antiphrasis (auch: Antiphrase)             | Es soll das Gegenteil des eigentlich Gesagten ausgedrückt werden; kann sich auf ein einzelnes Wort, einen Satz oder eine Passage beziehen; eine der häufigsten Formen der Ironie                                        | „Hast du heute wieder gute Laune!“ |
| Antithese                                  | Polarität (gedanklicher Gegensatz; siehe auch: Antitheton) | „Er konnte alles, aber er konnte dies nicht.“ – „Sein Blut ist heiß, sein Blut ist kalt.“ – „Was dieser heute baut, reißt jener morgen ein.“ (Andreas Gryphius)                                      |
| Antitheton                                 | Gegenüberstellung zweier entgegengesetzter Gedanken (kein Widerspruch) (siehe auch: Antithese) | „Das wird Schaden, nicht Nutzen bringen.“ |
| Antonomasie                                | Sonderfall der Synekdoche, Eigenname als Gattungsbegriff (oder umgekehrt) | „Herkules“ als Bezeichnung für einen physisch starken Menschen; „Literaturpapst“ für einen einflussreichen Rezensenten (beispielsweise Marcel Reich-Ranicki)                                         |
| Apokoinu                                   | Ein Teil (Wort oder Satzteil) eines Satzes wird gleichmäßig auf zwei andere Teile bezogen. | „Was sein Pfeil erreicht, das ist seine Beute, was da kreucht und fleucht.“ |
| Aposiopese                                 | Auslassung des Wichtigsten | „Ich werde dich …“ |
| Apostrophe                                 | Hinwendung zum Publikum oder zu einer anwesenden, abwesenden oder vorgestellten Person oder Sache | „Alter Freund! Immer getreuer Schlaf, fliehst du mich?“ |
| Aprosdoketon                               | ein unvorhergesehenes, überraschend angewandtes, auffälliges Wort beziehungsweise ein Ausdruck anstelle einer zu erwartenden geläufigen Wendung                                                                         | „[Trompeten], die den Marsch blasen, die griechischen den Trojanern, die trojanischen – na, wem wohl?“ anstelle von „den Griechen“ (Rudolf Hagelstange: Spielball der Götter)                        |
| Archaismus                                 | Veralteter sprachlicher Ausdruck | „Wams“ für „Jacke“; „gülden“ für „golden“ |
| Assonanz                                   | Vokalischer Halbreim | „Ottos Mops trotzt.“ (Ernst Jandl) – „Unterpfand – wunderbar“ – „Es gibt noch Fotos, da kann man mich in kraftbepackter Pracht betrachten.“ (Alligatoah, „Trauerfeierlied“)                          |
| Asyndeton                                  | Unverbundene Reihung gleichwertiger Elemente; Bindungswörter und Konjunktionen werden weggelassen (siehe auch: Polysyndeton)                                                                                            | „Wasser, Feuer, Erde, Luft – ewig werden sie bestehen.“ |

## B
| Bezeichnung                         | Beschreibung oder deutsche Bezeichnung | Beispiele |
| ----------------------------------- | --- | --- |
| Bathos                              | Gegenüberstellung eines höheren Wertes mit einem niedrigeren | „Die Explosion zerstörte alle Häuser auf der anderen Straßenseite und meinen Briefkasten.“ |
| Brachylogie                         | Auslassung von Satzgliedern (siehe auch: Ellipse, Zeugma) | „Das Gras verdorrt in der Sonne, das Hähnchen im Grill.“ |
| Brevitas                            | Auffällig knappe Ausdrucksweise, oft durch Ellipsen unterstützt | „Wenn du mal gesellig im Wirtshaus gezecht hast, dich mit Freunden vergnügt hast und dich des Lebens gefreut hast, kommst du nichts ahnend nach Hause und staunst nicht schlecht: Auto weg, Frau weg, Geld weg.“                                                                               |
| Buchstabendreher (Wortsilbentausch) | Meist Vertauschung der anlautenden Konsonanten, seltener der Vokale, zweier zusammengehöriger Wörter, so dass sich ein neuer, meist alberner Sinn oder Klang ergibt; Sonderfall: Schüttelreim, engl. Spoonerismus, franz. „Contrepèterie“ (siehe auch: Paronomasie, Polysemie, Wortspiel, Neologismus) | „Hauptpreis sind ein Paar kopflose Schnurhörer“ („schnurlose Kopfhörer“); „Wechstaben verbuchseln“ („Buchstaben verwechseln“); „Liebes Lästerschwein, bitte …“ („Schwesterlein“); „Lechts und rinks kann man nicht velwechsern“ (Ernst Jandl, lichtung); „nickende Fichten“ (Hellmuth Karasek) |

## C
| Bezeichnung             | Beschreibung oder deutsche Bezeichnung | Beispiele |
| ----------------------- | --- | --- |
| Captatio benevolentiae  | Bitte des Autors am Anfang an den Leser, das Folgende freundlich anzunehmen                                                                  | |
| Chiasmus                | Symmetrische Überkreuzstellung von syntaktisch oder semantisch entsprechenden Satzteilen (siehe auch: Epanodos, Parallelismus)               | „Ich bin groß, klein bist du.“; „Wie viel schneller man die Welt mit einem Könige versorge, als Könige mit einer Welt.“; „Er liebt Rosen, Nelken mag er nicht.“ |
| Chiffre                 | Zeichen, dessen Inhalt rätselhaft und letztlich nicht (oder nur vom Autor (und Eingeweihten) im Gesamtzusammenhang) zu erfassen ist          | „Stadt“ als Chiffre der Hoffnungslosigkeit in der expressionistischen Lyrik |
| Chrie                   | Spruchweisheit, Merkspruch, ethische Maxime                                                                                                  | „Den Freunden Gutes tun, den Feinden Böses tun.“ |
| Contaminatio            | Die Zusammenziehung (mindestens) zweier Wörter, wobei i. d. R. Buchstaben weggelassen werden (siehe auch: Montage)                           | „Schlache“ für „Schlange“ und „Drache“. „Der satanarchäolügenialkohöllische Wunschpunsch“ (Michael Ende) |
| Concessio               | Die Richtigkeit eines gegnerischen Argumentes wird eingestanden, allerdings durch stärkere eigene Argumente gleich wieder unwirksam gemacht. | „Er mag sich unmoralisch verhalten haben, aber bestrafen kann man ihn dafür nicht.“ |
| Constructio ad sensum   | Eine syntaktische Konstruktion, die formal gegen die Regeln der grammatischen Kongruenz verstößt, aber sinngemäß korrekt ist                 | „Er liebte das Mädchen und wollte sie heiraten.“ (formal richtig wäre: „… und wollte es heiraten.“); „Der ganze Haufen stürzte auf ihn zu. Sie warfen ihn in heißen Teer und federten ihn dann.“ (formal richtig wäre: „Er warf ihn …“); „Mehr als ein Drittel der Beschäftigten legten die Arbeit nieder.“ (formal richtig wäre: „… legte …“) |
| Contradictio in adiecto | Spezialfall des Oxymoron, widersprüchliche Kombination von Adjektiv und Substantiv                                                           | „fünfeckiger Kreis“; „geschliffener Rohdiamant“; „gerade Kurve“; „alter Jüngling“ „ehemalige Zukunft“ (Ödön von Horváth: Jugend ohne Gott) |
| Conversio               | Wiederkehr eines Wortes am Satzende (siehe auch: Epiphora)                                                                                   | „Er hatte am Ende nur noch Schmerzen, nur Schmerzen.“ |
| Correctio               | Verbesserung, Korrektur | „Es war ein Erfolg – was sage ich – ein Triumph.“ |

## D
| Bezeichnung  | Beschreibung oder deutsche Bezeichnung | Beispiele                                                                                                |
| ------------ | --- | --- |
| Diaphora     | Wiederholung desselben Wortes in verschiedenen Bedeutungen | „Auf acht Leute Acht geben“; „Wenn die weißen Riesenhasen abends übern Rasen rasen…“ (Robert Gernhardt)  |
| Dikolon      | Zweigliedriger Ausdruck, bei dem die Teile semantisch gleich aufgebaut sind und zueinander parallel und/oder chiastisch stehen (siehe auch: Tetrakolon, Trikolon) | „Biblische Bilder sind häufig verwendete Allegorien, biblische Gleichnisse oft herangezogene Metaphern.“ |
| Diminutiv    | Verniedlichungsform | „Häuschen“; „Zicklein“                                                                                   |
| Dreier-Figur | Siehe: Trikolon | „Ich kam, ich sah, ich siegte.“                                                                          |
| Dysphemismus | Abwertende, wertverschlechternde Umschreibung oder Wortschöpfung/Schimpfwort; Gegenteil von Euphemismus (siehe auch: Pejoration)                                  | „Saftschubse“ für: „Flugbegleiter(in)“; „Penner“ für: „Obdachlose(r)“                                    |

## E
| Bezeichnung        | Beschreibung oder deutsche Bezeichnung | Beispiele |
| ------------------ | --- | --- |
| Elision            | Weglassen eines oder mehrerer meist unbetonter Laute (in der Orthographie gelegentlich durch einen Apostroph gekennzeichnet) (Gegenteil von Epenthese)                                                               | „bracht“ statt: „brachte“; „fröhl’chen“ statt: „fröhlichen“ |
| Ellipse            | Auslassung von Satzteilen (siehe auch: Brachylogie, Zeugma) | „Na und?“; „Wer? Ich!“; aber auch: „Ich kann dies, du nicht“; “Je schneller (wir handeln), desto besser (ist es für uns alle).” |
| Emphase            | Nachdrückliche Hervorhebung eines Wortes zur Gefühlsverstärkung | „Menschen! Menschen! Falsche heuchlerische Krokodilsbrut!“ (Friedrich Schiller) |
| Enallage           | Siehe: Hypallage | |
| Enjambement        | Fortführung eines Satzes über das Vers-/Zeilenende hinaus | „Die Wellen schaukeln / Den lustigen Kahn“ (Heinrich Heine) |
| Enumeration        | Aufzählung | „die grünen, die blauen, die roten und die gelben Bälle“ |
| Epanastrophe       | Synonym zu Anadiplose oder Anapher | |
| Epanalepse         | Wiederholung eines Wortes / einer Wortgruppe am Satzanfang oder im Satz (siehe auch: Repetitio) | „Mein Vater, mein Vater, jetzt fasst er mich an.“ (Johann Wolfgang von Goethe: Erlkönig) |
| Epanodos           | Sonderfall des Chiasmus, Wiederholung von Worten in umgekehrter Reihenfolge | „Wer nicht kann, was er will, der wolle, was er kann.“ (Leonardo da Vinci) |
| Epenthese          | in der Lyrik ein Lauteinschub zur Erweiterung eines Wortes um eine Silbe (Gegenteil von Elision) | Doch eines Nachts, derweil sie schlief, / da trat wer an ihr Bette hin (Christian Morgenstern) |
| Epiphora, Epipher  | Sonderfall der Repetitio, (lateinisch: conversio) Wiederholung am Satz-/Versende (Schema: … x / … x) (siehe auch: Anadiplose, Anapher, Geminatio, Kyklos, Symploke)                                                  | „Ich fordere Moral, du lebst Moral.“ |
| Epiphrase          | Syntaktisch scheinbar beendeter Satz erhält Nachtrag zur Abrundung | „Mein Retter seid Ihr und mein Engel.“ |
| Epitheton (ornans) | Stehendes Beiwort, das eigentlich nicht notwendig ist | „der listenreiche Odysseus, die rosenfingrige Eos“ |
| Epizeuxis          | unmittelbare, drei- oder mehrfache Wiederholung eines Wortes | „Wehe, wehe, wehe, wenn ich auf das Ende sehe!“ (Wilhelm Busch: Max und Moritz) |
| Eponomasie         | Ersetzung eines Begriffs durch kennzeichnenden Eigennamen einer bekannten Exempelfigur | „ein ungläubiger Thomas“ statt: „Skeptiker“ |
| Euphemismus        | Beschönigende Umschreibung; Gegenteil: Dysphemismus | „kräftig“ statt: „dick“; „das Zeitliche segnen“ statt: „sterben“; „Seniorenresidenz“ statt: „Altenheim“ |
| Evidenz            | Detaillierend-konkretisierende Häufung, bei der der eigentliche Hauptgedanke in mehrere koordinierte Teilgedanken getrennt wird, die als Aufzählung erscheinen, den Hauptgedanken aufgreifen und im Detail ausführen | „Seine Augen suchten einen Menschen – und ein Grauen erweckendes Scheusal kroch aus einem Winkel ihm entgegen, der mehr dem Lager eines wilden Thieres als dem Wohnort eines menschlichen Geschöpfes glich. Ein blasses todtenähnliches Gerippe, alle Farben des Lebens aus einem Angesicht verschwunden, in welches Gram und Verzweiflung tiefe Furchen gerissen hatten, Bart und Nägel durch eine so lange Vernachlässigung bis zum Scheußlichen gewachsen, vom langen Gebrauche die Kleidung halb vermodert und aus gänzlichem Mangel der Reinigung die Luft um ihn verpestet – so fand er diesen Liebling des Glücks, […]“ (Friedrich Schiller) |
| Exclamatio         | Ausruf | „Stirb!“; „Hilfe!“; „Mörder!“; „Au!“ |
| Exemplum           | Beispiel; verdeutlicht einen konkreten Sachverhalt | „Hierzu werfen wir einen Blick in unsere Geschichte. Die Zeit der Weimarer Republik zeigt beispielhaft auf, warum das Recht des Parlaments auf Selbstauflösung in unserem Grundgesetz nicht vorhanden ist.“ |

## F
| Bezeichnung        | Beschreibung oder deutsche Bezeichnung                                              | Beispiele                                                                  |
| ------------------ | ----------------------------------------------------------------------------------- | -------------------------------------------------------------------------- |
| Floskel            | Phrasendrescherei; oberflächliche, banale Bemerkung                                 | „Ein Mann muss tun, was ein Mann tun muss.“                                |
| Figura etymologica | Verwendung von zwei oder mehr sprachgeschichtlich verwandten Wörtern in einem Kolon | „Wer andern eine Grube gräbt…“; „mit meinem Äußern äußerm Prunk zu dienen“ |

## G
| Bezeichnung | Beschreibung oder deutsche Bezeichnung | Beispiele                                                     |
| ----------- | --- | ------------------------------------------------------------- |
| Geminatio   | Sonderfall der Repetitio; Verdoppelung (siehe auch: Anadiplose, Anapher, Epipher, Kyklos, Symploke)                                                 | „Diese, diese Unverschämtheit!“                               |
| Gleichnis   | Konkrete bildhafte Veranschaulichung eines Sachverhalts mittels eines durch sprachliche Kontinuation ausgebauten Vergleichs (siehe auch: Allegorie) | „Die Nachricht schlug ein wie ein Blitz aus heiterem Himmel.“ |

## H
| Bezeichnung                                | Beschreibung oder deutsche Bezeichnung | Beispiele |
| ------------------------------------------ | --- | --- |
| Hendiadyoin, Hendiadys                     | Syntaktische Beiordnung eines semantisch untergeordneten Begriffs (oft falsch verstanden: Zwei Wörter mit gleicher oder sehr ähnlicher Bedeutung werden zur Verstärkung der Gesamtaussage verwendet [siehe: Tautologie]) | „Um ihn muhen hundert Herden und sizilische Kühe“ (Horaz) „Feuer und Flamme“ |
| Homöarkton, Homoioarkton                   | Anfangsgleichheit, Gegenstück zum Homoioteleuton (siehe auch: Alliteration) | „Billionen böse Buben beobachten Boris Becker beim Bechern.“; „Milch macht müde Männer munter.“ |
| Homöoteleuton, Homoioteleuton              | Endungsgleichheit, (End-)Reim nahe aufeinanderfolgender Wörter | „und verschlang die kleine fade Made ohne Gnade. Schade! …“ (Heinz Erhardt: Die Made) |
| Homöoprophoron, Homoioprόphoron            | Aufeinanderfolgende Wörter, die ähnlich oder gleich klingende Laute aufweisen | „O du, die du die Tugend liebst!“ |
| Homöoptoton, Homoioptoton                  | Besonderheit des Homöoteleutons, Endungsgleichheit aufgrund des gleichen Kasus. | „omnibus viribus“ (die Pluralendung des lateinischen fünften Falls, des Ablativs „-ibus“, besitzen beide Wörter) „urbi et orbi“ (Dativ Singular, Endung „i“) „magna villa“ (Nominativ Singular Femininum, Endung „a“) |
| Hypallage (auch: Enallage)                 | Zuordnung eines Attributs zum falschen Substantiv | „das blaue Lächeln seiner Augen“; „Dunkel gingen sie durch die schweigende Nacht.“ (Vergil) |
| Hyperbaton (auch: Sperrung, Sperrstellung) | Einschub durch Umstellung; zwei Wörter, die syntaktisch (und inhaltlich) zusammengehören, stehen weit voneinander | „‚Hier‘, rief er, ‚bin ich‘“ |
| Hyperbel                                   | Starke Übertreibung (siehe auch: Untertreibung) | „todmüde“; „fuchsteufelswild“; „Schneckentempo“ |
| Hypophora                                  | Frage, auf die gleich eine Antwort gegeben wird | „Wollen wir das wirklich? Ja, wollen wir“ |
| Hypotaxe                                   | Unterordnung von Nebensätzen unter einen höherrangigen Teilsatz in verschachtelter Form (Gegenteil zur Parataxe, siehe auch: Satzgefüge)                                                                                 | „Als sie nach einer langen Konferenz, als es draußen bereits dunkel wurde, nach Hause fuhr, warf sie einen Blick in die glitzernde Metropole.“                                                                        |
| Hysteron-Proteron                          | Nachholtechnik; das logisch/zeitlich Nachfolgende wird an den Anfang gestellt (Sonderfall: Anachronismus) | „Ihr Mann ist tot und lässt Sie grüßen.“ (J. W. v. Goethe: Faust I: Mephisto an Marthe) |

## I
| Bezeichnung   | Beschreibung oder deutsche Bezeichnung                                                                       | Beispiele |
| ------------- | --- | --- |
| Inkonzinnität | Bewusste Vermeidung von Parallelem in Syntax, Wortwahl, Tempora (siehe auch: Konzinnität)                    | „Germanien ist von den Sarmaten und Dakern durch gegenseitige Furcht und Berge getrennt.“ (Tacitus: Germania I) |
| Interjektion  | Ausruf, Gefühlsausdruck                                                                                      | „Ah!“; „Igitt!“                                                                                                 |
| Inversion     | Umkehrung der normalen Wortstellung im Satz zur Hervorhebung des Umgestellten (auch Anastrophe)              | „Ein Dieb ist er!“ statt: „Er ist ein Dieb!“ „Einsam sind die Tapferen“ (Spielfilm mit Kirk Douglas)            |
| Invokation    | Feierliche Anrufung, oft einer höheren Macht                                                                 | „Gott sei mein Zeuge!“                                                                                          |
| Ironie        | Divergenz, nicht notwendigerweise Gegensatz, von wörtlicher und wirklicher Bedeutung (siehe auch: Sarkasmus) | „Schöne Bescherung!“; „Das hast du ja mal wieder toll gemacht!“                                                 |

## K
| Bezeichnung    | Beschreibung oder deutsche Bezeichnung | Beispiele |
| -------------- | --- | --- |
| Kakophonie     | Als unangenehm oder unästhetisch empfundener Laut, Klang oder Wortfolge; Lautfolge, die schlecht auszusprechen ist                                   | „Rex Xerxes“ |
| Katachrese (1) | Metapher/Metonymie als Ersatz für fehlendes Wort (vor allem bei technischen Neuerungen)                                                              | „der Arm eines Flusses“; „der Arm eines Gerätes“ |
| Katachrese (2) | Bildbruch, Bildmissbrauch, falsche Verbindung zweier Bilder                                                                                          | „Das schlägt dem Fass die Krone ins Gesicht.“; „Der Zahn der Zeit, der schon so viele Tränen getrocknet hat, wird auch Gras über diese Wunde wachsen lassen.“ |
| Klimax         | Stufenweise Steigerung von Wörtern; Gegenteil zur Antiklimax                                                                                         | „Sie arbeiten zehn, zwölf, ja vierzehn Stunden täglich am Erfolg.“                                                                                            |
| Konzetto       | Geistreich-witziges Gedanken- oder Wortspiel | „In seiner Amtszeit hätte man rechtzeitig auf den Bush klopfen sollen.“                                                                                       |
| Konzinnität    | Klanglich-rhythmische Ebenmäßigkeit, syntaktische Eleganz (siehe auch: Inkonzinnität)                                                                | |
| Kyklos         | Sonderfall der Repetitio, Wiederholung des Satz-/Versanfangs am Ende (Schema: x … x) (siehe auch: Anadiplose, Anapher, Epipher, Geminatio, Symploke) | „Entbehren sollst du, sollst entbehren.“ (Johann Wolfgang von Goethe)                                                                                         |

## L
| Bezeichnung    | Beschreibung oder deutsche Bezeichnung | Beispiel |
| -------------- | --- | --- |
| Lautmalerei    | Nachahmung eines Naturlautes oder eines sonstigen außersprachlichen akustischen Phänomens durch die klanglich als ähnlich empfundene Lautgestalt eines sprachlichen Ausdrucks (siehe auch: Onomatopoesie) | „schnattattattattern“ (Ernst Jandl) |
| Litotes        | Hervorhebung eines Begriffs durch Untertreibung, Abschwächung oder doppelte Verneinung | „meine Wenigkeit“; „nicht wenig verdienen“ (Sonderfall Negation); „nicht unbedeutend“                                                  |
| Littera secuta | Zwei oder mehrere unmittelbar aufeinander folgende Wörter besitzen Anfangslaute, die in alphabetischer Reihenfolge vorkommen (siehe auch: Abecedarius)                                                    | „Zantens Yacht Xanthippe war völlig unberechenbar, trieb stets Regelwidrig quer.“ (James Krüss); „Durch Ewigkeiten fort.“ (Georg Heym) |

## M
| Bezeichnung     | Beschreibung oder deutsche Bezeichnung | Beispiele |
| --------------- | --- | --- |
| Malapropismus   | Ersetzen eines Wortes durch ein ähnlich klingendes Wort gleicher Wortart zu humoristischen Zwecken (wobei das ersetzende Wort vom Sinn her unpassend ist).                                                            | „zum Bleistift“; „Er war eine Konifere auf seinem Fachgebiet.“; „Das Museum birgt zahlreiche kostbare Exponenten.“ |
| Metapher        | Verwendung eines bildlichen Ausdrucks, wobei zwischen Bildspender und -empfänger eine besondere Eigenschaft (Tertium Comparationis) verbindend wirkt (siehe auch: Metonymie, Synekdoche, Vergleich, Personifikation). | „Deckmantel einer Feigheit“; „Am Fuße des Berges“; „ein Meer von Menschen“                                         |
| Meiosis, Miosis | Untertreibung, Gegenteil von Hyperbel | „München ist eine aufgeblasene Kleinstadt“                                                                         |
| Melioration     | Ein positiv konnotiertes Wort (siehe auch: Denotation, Konnotation, Pejoration, Euphemismus, Dysphemismus) | „Liebling“ statt: „Beziehungspartner“                                                                              |
| Metonymie       | Ersatz durch bildlichen Ausdruck, wobei eine reale Beziehung zwischen beiden besteht: Ursache/Wirkung, Rohstoff/Produkt, Gefäß/Inhalt, … (siehe auch: Metapher, Synekdoche)                                           | „Schiller lesen“; „das Eisen“ für: „das Schwert“; „ein Glas trinken“; „einen Teller aufessen“                      |
| Montage         | Ineinanderverschieben verschiedener Sprach-/Inhaltsebenen | |

## N
| Bezeichnung | Beschreibung oder deutsche Bezeichnung     | Beispiele                                                                       |
| ----------- | ------------------------------------------ | ------------------------------------------------------------------------------- |
| Neologismus | sprachliche Neubildung, Wortneuschöpfungen | Selberlebensbeschreibung (Jean Paul); Knabenmorgenblütenträume (Goethe); knorke |

## O
| Bezeichnung                              | Beschreibung oder deutsche Bezeichnung                                                        | Beispiele |
| ---------------------------------------- | --------------------------------------------------------------------------------------------- | --- |
| Onomatopoesie, Onomatopöie, Onomatopoiie | Der Wortklang imitiert das vom Wort bezeichnete akustische Ereignis (siehe auch: Lautmalerei) | „Quak!“; „Kuckuck!“; „Muh!“; „Bumm!“; „Peng!“; „Zisch!“; „Rums!“; „Es knistert und knastert“; „Flip-Flop“           |
| Oxymoron                                 | Innerer Widerspruch (Sonderfall: Contradictio in adjecto)                                     | „heißkalt“; „bittersüß“; „Flüssiggas“; „hübschhässlich“; „Hassliebe“; „großer Zwerg“; „beredtes Schweigen“ (Cicero) |

## P
| Bezeichnung                                                      | Beschreibung oder deutsche Bezeichnung | Beispiele |
| ---------------------------------------------------------------- | --- | --- |
| Palindrom                                                        | Wörter oder Sätze, die von vorn und von hinten gelesen gleich bleiben | „Anna“; „Otto“; „Reliefpfeiler“, „Rentner“ |
| Paradoxon, Paradox                                               | Scheinbare Widersprüchlichkeit oder Formulierung einer Idee, die der üblichen Meinung widerspricht | „Der Entwurf ist teuflisch, aber wahrlich – göttlich“ (zugleich Antithese); „Die Verbrechen bringen unermessliche Wohltaten hervor und die größten Tugenden entwickeln unheilvolle Konsequenzen.“ (Paul Valéry), „Ich weiß, dass ich nichts weiß.“ (Sokrates) |
| Paralipse (auch: Praeteritio/Praeterition)                       | Vorgebliche Auslassung; der Autor täuscht vor, etwas auszulassen, auf dem er in Wirklichkeit fest besteht | „Ganz zu schweigen davon, dass Caesar auch in Gallien …“; „Ich werde Ihnen nicht die Schande bereiten, Sie daran zu erinnern, dass …“ |
| Parallelismus                                                    | Paralleler Aufbau von (Teil-)Sätzen | „Vogel fliegt, Fisch schwimmt, Mensch läuft.“ (Emil Zátopek) |
| Paradigma                                                        | Grundsätzliche Denkweise, Lehrmeinung | „Der Mensch hasst Veränderungen.“ |
| Paraphrase                                                       | Erklärende Umschreibung (als Zusatz) (siehe auch: Periphrase) | „Fische, die stummen Meeresbewohner“ |
| Paraprosdokian                                                   | Redewendung, deren Schluss überraschend oder unerwartet ist, so dass der Leser oder Hörer den Anfang überdenken und neu einordnen muss | „Ich hatte einen perfekten, wundervollen Abend – aber dieser war es nicht.“ (Groucho Marx) |
| Parataxe                                                         | Nebeneinanderstellen gleichwertiger Hauptsätze bzw. beigeordneter Nebensätze (Gegenteil zur Hypotaxe, siehe auch: Satzreihe) | „Hier stehe ich, ich kann nicht anders. Gott helfe mir! Amen!“ (Luther) |
| Parenthese                                                       | Einschub von Wörtern oder Satzteilen im Satz | „Das ist – wie gesagt – unwichtig.“ |
| Paronomasie (auch: Annominatio)                                  | Sonderfall eines Wortspiels, Verbindung zweier von der Bedeutung her unterschiedlicher, aber ähnlich klingender Begriffe (siehe auch Buchstabendreher, Polysemie, Schüttelreim)                                                                            | „Wer rastet, der rostet.“; „Lieber arm dran als Arm ab.“ |
| Pars pro toto                                                    | der Teil für das Ganze. Sonderfall der Synekdoche: Etwas wird durch einen Teil benannt (siehe auch: totum pro parte). | „pro Kopf“ für: „pro Person“; „Ein Dach über dem Kopf haben“ |
| Pejoration                                                       | Eine Bedeutungsverschlechterung für eine Sache; sie wird erreicht durch die Wahl eines Wortes, das die Sache absichtlich negativ erscheinen lässt. Sie ist das Gegenteil der Melioration (siehe auch: Denotation, Konnotation, Dysphemismus, Euphemismus). | „Ungeziefer“ statt: „Insekten“; „sich zusammenrotten“ statt: „sich versammeln“ |
| Periphrase                                                       | Umschreibung eines Begriffs durch Einzelmerkmale (siehe auch: Paraphrase) | „der Vater des Wirtschaftswunders“, umschreibt Ludwig Erhard |
| Perissologie                                                     | Häufung synonymer Wörter zur Verstärkung der Aussage. | „mit Sack und Pack“ |
| Personifikation, Personifizierung, Prosopopöie, Personendichtung | Zuweisung menschlicher Eigenschaften an Tiere, Gegenstände oder ähnliches (siehe auch: Anthropomorphismus) | „Die Sonne lacht“; „Stimme des Gewissens“; „Mutter Erde“; „Vater Staat“; „Der Wind spielt“ |
| Pleonasmus                                                       | Zusammenstellung meist zweier der Wortart nach verschiedener Wörter, wobei die Bedeutung des zweiten Wortes die Bedeutung des ersten Wortes schon enthält (siehe auch: Accumulatio, Hendiadyoin, Tautologie)                                               | „runde Kugel“; „alter Greis“; „tote Leiche“ |
| Pluralis Auctoris (Autorenplural)                                | Verwendung des Plurals in wissenschaftlichen Werken | „Wir kommen damit zum Kern des Problems…“ |
| Pluralis Majestatis                                              | Verwendung des Plurals in Bezug auf die eigene Person als Ausdruck von Macht, ursprünglich bei Adel und Würdenträgern | „Wir, Benedictus PP. XVI im 1. Jahr Unseres Pontifikates …“ |
| Pluralis Modestiae                                               | Verwendung des Plurals anstelle des Singular zum Ausdruck von Bescheidenheit | „Wir haben es geschafft.“ statt: „Ich habe es geschafft.“ |
| Pluralis Sanitatis, ähnlich: Pluralis benevolentiae              | Verwendung des Plurals zur oft fürsorglichen Verharmlosung von Bevormundung oder Anweisung, meist in der ärztlichen oder pflegerischen Praxis. | „So, jetzt gehen wir ins Bett!“ oder „Dann ziehen wir uns mal die Jacke an!“ |
| Pluralis Societatis                                              | Verwendung des Plurals, um eine Zugehörigkeit zur Gemeinschaft auszudrücken. | „Wir haben dies eine lästige Steuer genannt.“ (John Adams: Stempelsteuergesetz) |
| Pointe                                                           | Unerwartete Zuspitzung | „Wenn einer, der mit Mühe kaum / Gekrochen ist auf einen Baum, / Schon meint, dass er ein Vogel wär, / So irrt sich der.“ (Wilhelm Busch: Der fliegende Frosch)                                                                                               |
| Polyptoton                                                       | Wiederholung eines Wortes in verschiedenen Beugungsformen | „Homo homini lupus“ („Der Mensch ist dem Menschen ein Wolf.“) (Plautus: Asinaria) |
| Polysyndeton                                                     | Mehrfach verbundene Reihung durch eine Konjunktion (häufige Bindewörter sind „und“ oder „oder“) (siehe auch: Asyndeton) | „Und es wallet und siedet und brauset und zischt.“ (Friedrich Schiller: Der Taucher) |
| Prokatalepsis                                                    | Vorwegnahme (z. B. eines möglichen Einwandes) | „Natürlich könnte man hier einwenden, dass …“ |

## R
| Bezeichnung       | Beschreibung oder deutsche Bezeichnung                                                                                              | Beispiel |
| ----------------- | --- | --- |
| Redundanz         | Informationsdopplung | „Bei Dämmerung gehen die Straßenlaternen an und beleuchten die Straßen, wenn es dunkel wird.“; „Das Ereignis fand am Freitag, dem 30. März 2018, statt.“ |
| Repetitio         | Wiederholung eines Wortes/Satzteils (siehe auch: Anadiplose, Anapher, Epanalepse, Epipher, Geminatio, Kyklos, Polyptoton, Symploke) | „er gab und gab und gab et dar“ (Konrad von Würzburg); „bald da, bald dort“                                                                              |
| Rhetorische Frage | Frage, auf die keine Antwort erwartet wird (Scheinfrage)                                                                            | „Was ist schon normal?“; „Seh’ ich so blöd aus?“; „Wo sind wir denn hier?“                                                                               |

## S
| Bezeichnung      | Beschreibung oder deutsche Bezeichnung | Beispiele |
| ---------------- | --- | --- |
| Sarkasmus        | Beißender, bitterer und/oder verletzender Spott und Hohn; oft unter Verwendung von Ironie (z. B. als Reaktion auf einen Angriff) (siehe auch: Zynismus)                                                                                  | „Mit der Axt hab ich ihm’s Bad gesegnet!“ (Friedrich Schiller: Wilhelm Tell) |
| Scheindefinition | Gibt vor, etwas allgemeingültig zu erklären, ist aber nur die Meinung des Sprechers oder eine Tautologie | „Purex ist ein Geschmack.“; „Nacht ist, wenn kein Sonnenlicht mehr auf die Erde trifft.“ |
| Sentenz          | Knapper, treffend formulierter Sinnspruch, der einen Satz zusammenfasst und zu allgemeiner Bedeutung erhebt | „Die Axt im Haus erspart den Zimmermann“ (Friedrich Schiller: Wilhelm Tell) |
| Sermocinatio     | Einführung einer lebenden, verstorbenen oder erdichteten Person mittels einer Rede in der 1. Person. Die Sprache wird dieser Person angepasst.                                                                                           | „Und so schließe ich dann dieses Kapitel mit einem Ausspruch, der die Tante Jolesch nicht nur in sprachlicher Hinsicht auf dem Höhepunkt ihrer Formulierungskraft zeigt: ‚Was ein Mann schöner ist als ein Aff’, ist ein Luxus.‘“ (Friedrich Torberg: Die Tante Jolesch)                                       |
| Solözismus       | Grober sprachlicher Fehler, besonders in der syntaktischen Verbindung der Wörter | „Wo du wolle?“; „Hier werden Sie geholfen.“; „Angst essen Seele auf“ (R. W. Fassbinder) |
| Stabreim         | Aufeinanderfolgende oder nah beieinander stehende Wörter haben den gleichen Anfangslaut, wobei alle Vokale untereinander staben (siehe auch: Alliteration, Zungenbrecher)                                                                | „Fischers Fritze fischt frische Fische“; „Wiegende Welle auf wogender See“ |
| Stichomythie     | Schnelle Wechselrede, Schlagabtausch mit wenigen Worten, Rednerwechsel von Vers zu Vers | Dialog zwischen Iphigenie und Arkas in Iphigenie auf Tauris (J. W. v. Goethe): „Iphigenie: ‚Wie’s der Vertriebnen, der Verwaisten ziemt.‘/ ,Arkas: Scheinst du dir hier vertrieben und verwaist?‘/ Iphigenie: ,Kann uns zum Vaterland die Fremde werden?‘/ Arkas: ,Und dir ist fremd das Vaterland geworden.‘“ |
| Sustentio        | Auslösen von Überraschung beim Zuhörer durch Nichtbefriedigen der Erwartungshaltung, wie der Text weitergehen müsste, oder widersprüchlich scheinende Begründung für eine vorher abgegebene Erklärung                                    | „Selbsterkenntnis ist der beste Weg zur Verstellung.“; „Milch ist ein starkes Getränk.“ |
| Syllepse         | Ein nur einmal gesetztes Satzteil gehört mehreren Kola (Satzgliedern) oder Wörtern in verschiedenen grammatischen Formen oder verschiedenem Sinn an und muss in den ausgelassenen Fällen sinngemäß in modifizierter Form ergänzt werden. | „Was heißt und zu welchem Ende studiert man Universalgeschichte?“ (Schiller); „Die Augen des Herrn sehen auf die Gerechten und seine Ohren auf ihr Schreien.“ (Psalm 34 (Luther)) |
| Symbol           | Bild, das auf eine abstrakte Vorstellung verweist. Im Gegensatz zur Allegorie und Metapher kulturell festgelegt. | „weiße Taube“ für: „Frieden“; „rotes Herz“ für: „Liebe“ |
| Symploke         | Verbindung von Anapher und Epipher (siehe auch: Anadiplose, Geminatio, Kyklos) | „Was ist der Toren höchstes Gut? Geld! Was verlockt selbst die Weisen? Geld!“ |
| Synästhesie      | Verbindung verschiedener Sinneseindrücke, so als könnte eine Sinneswahrnehmung eine andere erklären | „Das nasse Gras klang wie ein Liebeslied“; „Süßer die Glocken nie klingen“; „und blaue Lieder duften die Veilchen!“ (Arno Holz) |
| Synekdoche       | Ersetzung durch numerisch verwandten Begriff: Teil/Ganzes, Gattung/Art, Singular/Plural, Früheres/Späteres (siehe auch: Antonomasie, Metapher, Metonymie, Pars pro toto, Periphrase, Totum pro parte)                                    | „Dach über’m Kopf haben“ für: „in einem/-r Haus/Wohnung leben“; „Kopf“ für: „Person/Mensch“; „der Deutsche“ für: „viele Deutsche“ |

## T
| Bezeichnung                      | Beschreibung oder deutsche Bezeichnung | Beispiele |
| -------------------------------- | --- | --- |
| Tautologie                       | Häufung, Wiederholung des Gesagten mit sinnverwandtem Wort, wobei bereits beide Wörter die Bedeutung des Gesamtausdrucks enthalten; beide Wörter gehören hierbei derselben Wortart an (siehe auch: Accumulatio, Hendiadyoin, Pleonasmus)                                       | „hegen und pflegen“; „immer und ewig“; „angst und bange“; „Not und Elend“; „List und Tücke“ |
| Tetrakolon                       | Viergliedriger Ausdruck, bei dem alle vier Teile semantisch gleich aufgebaut sind und zueinander parallel und/oder chiastisch stehen (siehe auch: Dikolon, Trikolon) | „dare, donare, dicare, consecrare“ (Cicero) („ihm geben, ihm schenken, ihm widmen, ihm darbringen“) |
| Totemismus                       | Gegenteil des Anthropomorphismus. Ein Mensch oder eine menschliche Eigenschaft erhält tierische Eigenschaften. Im Bereich prähistorischer Religionen zum Beispiel Mischwesen aus Mensch und versch. Tieren, wie zum Beispiel der sog. Zauberer aus der Höhle von Trois-Frères. | „Da sprach der König: ‚Wenn ich nur wüsste, was dich vergnügt machen könnte. Willst du meine schöne Tochter zur Frau?‘ ‚Ach ja‘, sagte das Eselein, war auf einmal ganz lustig und guter Dinge, denn das war es gerade, was es sich gewünscht hatte. Also ward eine grosse und prächtige Hochzeit gehalten.“ |
| Totum pro parte                  | Sonderfall der Synekdoche. Etwas wird durch den Oberbegriff seines Bedeutungsfeldes ausgedrückt (siehe auch: Metonymie, Pars pro toto) | „Wald“ für: „Baum“; „Deutschland gewinnt“ statt: „der deutsche Sportler gewinnt“; „Wir sind Papst“ statt: „Joseph Ratzinger ist Papst“; „Amerika“ für „USA“ |
| Trikolon (auch: Dreierfigur)     | Dreigliedriger Ausdruck, bei dem alle drei Teile semantisch gleich aufgebaut sind und zueinander parallel und/oder chiastisch stehen (siehe auch: Dikolon, Tetrakolon) | „Veni, vidi, vici“; „quadratisch, praktisch, gut“ |
| Tricolon in membris crescentibus | Dreigliedriger Ausdruck in Verbindung mit einer inhaltlichen oder syntaktischen Steigerung (Klimax) | „Ich achte, liebe, vergöttere dich“ |

## U
| Bezeichnung    | Beschreibung oder deutsche Bezeichnung | Beispiele                                                                      |
| -------------- | --- | ------------------------------------------------------------------------------ |
| Übersteigerung | Ein Adjektiv, das aus semantischen Gründen eigentlich keinen Komparativ oder Superlativ haben kann, wird dennoch gesteigert, um – oft in Verbindung mit einem Vergleich – die Mitteilung besonders hervorzuheben. | „die tödlichste aller Waffen“; „toter als je ein Mensch zuvor“                 |
| Untertreibung  | Es wird nicht das gesagt, was eigentlich gemeint ist, indem man es scheinbar herunterspielt, seinen Wert mindert, untertreibt (siehe auch: Litotes)                                                               | „das gelingt doch schon ganz gut“ statt: „das gelingt doch schon hervorragend“ |

## V
| Bezeichnung    | Beschreibung oder deutsche Bezeichnung                                                 | Beispiele |
| -------------- | -------------------------------------------------------------------------------------- | --- |
| Variatio       | Gleichklangs-/Wiederholungsvermeidung (siehe auch: Synonym)                            | „Die gebürtige Münchenerin verbrachte ihre Jugend in der Bayernmetropole und kehrte im Alter in die weißblaue Landeshauptstadt zurück“ |
| Verdinglichung | Zuordnung nichtmenschlicher Eigenschaften zu Personen (siehe auch: Anthropomorphismus) | „Dachdecker stürzen ab und gehn entzwei“ (Jakob van Hoddis)                                                                            |
| Vergleich      | Veranschaulichung, gekennzeichnet durch ein Vergleichswort (siehe auch: Gleichnis)     | „stark wie ein Löwe“; „größer als ein Elefant“                                                                                         |
| Vulgarismus    | derbe oder ordinäre Ausdrucksweise (Vulgär- oder Fäkalsprache)                         | „kacken“ |

## W
| Bezeichnung  | Beschreibung oder deutsche Bezeichnung | Beispiele |
| ------------ | --- | --- |
| Whataboutism | Sprachliches Ablenkungsmanöver in Form eines Gegenangriffs | A: „Langzeitarbeitslosigkeit bedeutet in Deutschland oft Armut.“ B: „Und was ist mit den Hungernden in Afrika und Asien?“ |
| Wortspiel    | 1) Verwendung des gleichen, eines vom gleichen Wortstamm abgeleiteten oder eines ähnlich klingenden Wortes im gleichen Satz, um auf scheinbar oder tatsächlich vorhandene verschiedene Bedeutungen oder verschiedene Sinnzusammenhänge hinzuweisen 2) Leichte Veränderung des Wortes, durch die dieses eine Zusatzbedeutung erhält (siehe auch: Buchstabendreher, Paronomasie, Polysemie, Schüttelreim) | „Unbeugsam sei sein Wille, aber beugsam sein Rücken“; „Jesuiter – Jesuwider“                                              |

## Z
| Bezeichnung | Beschreibung oder deutsche Bezeichnung | Beispiele |
| ----------- | --- | --- |
| Zeugma      | Syntaktisch korrekte Verbindung semantisch nicht zusammengehöriger Satzglieder | „Er hob den Blick und ein Bein gen Himmel.“; „Er öffnete die Schachtel, danach den Mund.“; „Er saß ganze Nächte und Sessel durch“; „Ich heiße Heinz Erhardt und Sie willkommen“ |
| Zynismus    | (Als rhetorisches Stilmittel:) Boshaft verletzende, oft ironische Äußerung als Demonstration der Überlegenheit, unter Missachtung, Umdeutung oder Ad-absurdum-Führung allgemein verbreiteter/anerkannter Werte (siehe auch: Sarkasmus) | „Der Schläger sagt nach seiner Tat: ‚Hat es dir gefallen? Soll ich noch mal draufhauen?‘“; „Jedes Volk hat die Regierung, die es verdient“                                      |